# Bridgman
Bridgman es una ciudad ubicada en el condado de Berrien en el estado estadounidense de Míchigan. En el Censo de 2010 tenía una población de 2291 habitantes y una densidad poblacional de 0,3 personas por km².

## Geografía
Bridgman se encuentra ubicada en las coordenadas 41°56′7″N 86°34′2″O / 41.93528, -86.56722. Según la Oficina del Censo de los Estados Unidos, Bridgman tiene una superficie total de 7583.49 km², de la cual 7503.16 km² corresponden a tierra firme y (1.06%) 80.29 km² es agua.

## Demografía
Según el censo de 2010, había 2291 personas residiendo en Bridgman. La densidad de población era de 0,3 hab./km². De los 2291 habitantes, Bridgman estaba compuesto por el 95.33% blancos, el 1.09% eran afroamericanos, el 0.61% eran amerindios, el 0.96% eran asiáticos, el 0.04% eran isleños del Pacífico, el 0.74% eran de otras razas y el 1.22% pertenecían a dos o más razas. Del total de la población el 3.71% eran hispanos o latinos de cualquier raza.